# Polypoetes vidua
Polypoetes vidua är en fjärilsart som beskrevs av W. Warren 1909. Polypoetes vidua ingår i släktet Polypoetes och familjen tandspinnare. Inga underarter finns listade i Catalogue of Life.